# Noche estrellada sobre el Ródano
Noche estrellada Sobre el Ródano (septiembre de 1888; en francés: Nuit étoilée sur le Rhône) es una de las pinturas de Vincent van Gogh de la ciudad de Arlés por la noche. Fue pintado en un lugar en la orilla del Ródano que estaba a solo dos minutos andando de la Casa Amarilla en la plaza Lamartine, que Van Gogh alquilaba en ese tiempo. El cielo nocturno y los efectos de luz en la noche proporcionaron el tema para algunas de sus pinturas más famosas, incluyendo Terraza de café por la noche (pintada a principios del mismo mes) y la tela posterior en Saint-Rémy-de-Provence, La noche estrellada.
Un boceto de la pintura fue incluido en una carta de van Gogh enviada a su amigo Eugène Boch el 2 de octubre de 1888.
Noche estrellada sobre el Ródano, en el Museo de Orsay de París, se exhibió por primera vez en 1889 en la exposición anual de la Société des Artistes Indépendants en París. Fue mostrada junto con otro cuadro del artista, Lirios, que fue añadido por el hermano de Vincent, Theo, a pesar de que Vincent había propuesto incluir una de sus pinturas de los jardines públicos de Arlés.

## Tema

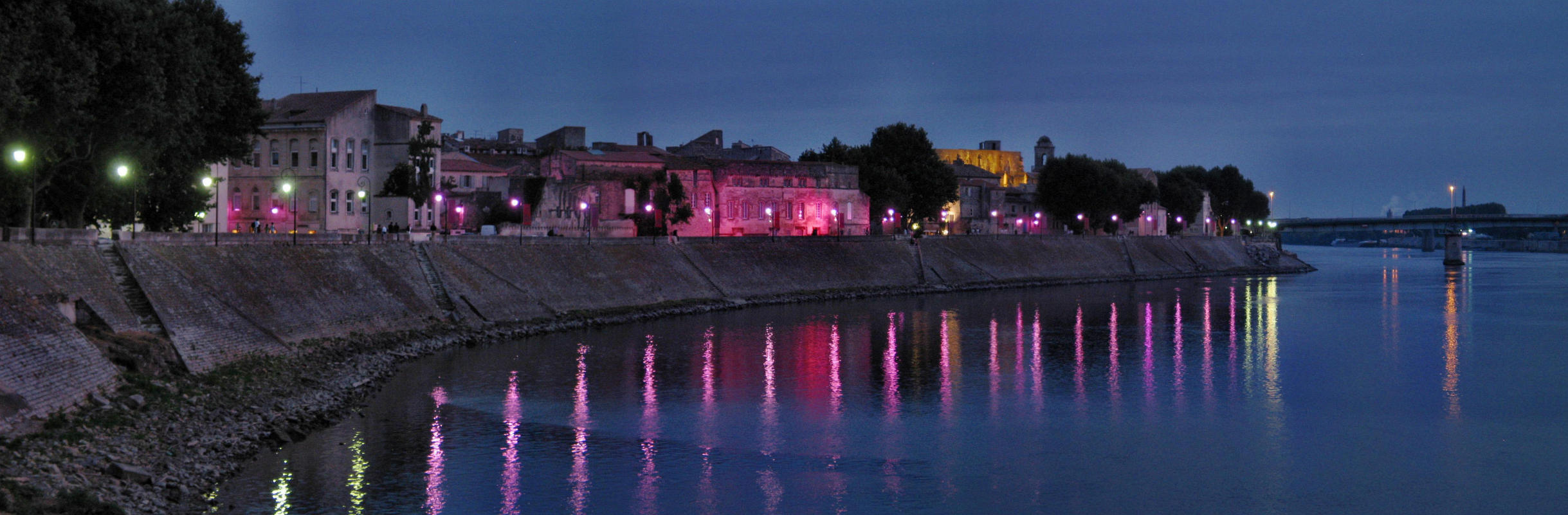
Una vista similar del lugar, en 2008.

La vista es desde el muelle (una calle junto al agua) en el lado este del Ródano, hasta la orilla del río hacia la costa occidental: bajando desde el norte, el Ródano gira a la derecha al llegar a este punto para rodear las rocas sobre las que Arlés fue erigida. Desde las torres de Saint-Julien y Saint-Trophime a la izquierda, el espectador sigue la orilla este hasta el puente de hierro que conecta Arlés con el suburbio de Trinquetaille en la orilla derecha, la orilla occidental. Esto implica una vista de la plaza Lamartine hacia el suroeste.
43°40′57″N 4°37′49″E / 43.682367, 4.630287 43°40′57″N 4°37′49″E / 43.682367, 4.630287 / 43.682367°N 4.630287°E / 43.682367; 4.630287

## Génesis
Van Gogh anunció y describió esta composición en una carta a su hermano Theo:

"Incluyo un pequeño bosquejo de un lienzo de treinta cuadrados, en resumen, el cielo estrellado pintado de noche, en realidad bajo un chorro de gas. El cielo es aguamarina, el agua es azul real, el suelo es malva. El pueblo es azul y morado. El gas es amarillo y los reflejos son de oro rojizo que descienden hasta el bronce verde. En el campo de aguamarina del cielo, la Osa Mayor es de un verde brillante y rosa, cuya discreta palidez contrasta con el oro brutal del gas. Dos coloridas figuras de amantes en primer plano."

En realidad, la vista descrita está lejos de la Osa Mayor, que está al norte. El acabado es espeso, con pinceladas húmedas. Los bocetos que aparecen en cartas de estos momentos probablemente están basados en la composición original.

## Colores de la noche
El desafío de pintar por la noche intrigaba a van Gogh. El punto de vista elegido para Noche estrellada sobre el Ródano le permitió capturar los reflejos del alumbrado público de Arlés sobre el agua azul brillante del Ródano. En primer plano, dos enamorados pasean por las orillas del río.
Representar el color era de gran importancia para Vincent; en cartas a su hermano, Theo, a menudo describe objetos en sus pinturas en términos de color. Sus pinturas nocturnas, incluyendo Noche estrellada sobre el Ródano, enfatizan la importancia dada a los colores del cielo nocturno y el alumbrado artificial que era novedad en la época.

## La Osa Mayor
En septiembre de 1888, cuando Vincent van Gogh pintó este cuadro a orillas del Ródano, vio la ciudad de Arlés mirando hacia el suroeste. La Osa Mayor nunca podrá ser visible en esa dirección. Sin embargo, solo tuvo que girar la cabeza hacia el norte para ver la constelación exactamente en la posición representada. Esta pintura es, por tanto, un ensamblaje de un plano terrestre y un plano celeste en distintas direcciones en la realidad.